# Бакспорт (Мен)
Бакспорт (англ. Bucksport) — місто (англ. town) в США, в окрузі Генкок штату Мен. Населення — 4944 особи (2020).

## Демографія
Згідно з переписом 2010 року, у місті мешкали 4924 особи в 2135 домогосподарствах у складі 1363 родин. Було 2551 помешкання
Расовий склад населення:
| - 97,2 % — білих - 0,5 % — чорних або афроамериканців - 0,3 % — корінних американців - 0,3 % — азіатів |

До двох чи більше рас належало 1,3 %. Частка іспаномовних становила 1,3 % від усіх жителів.
За віковим діапазоном населення розподілялося таким чином: 20,7 % — особи молодші 18 років, 64,4 % — особи у віці 18—64 років, 14,9 % — особи у віці 65 років та старші. Медіана віку мешканця становила 43,3 року. На 100 осіб жіночої статі у місті припадало 93,6 чоловіків;  на 100 жінок у віці від 18 років та старших — 90,1 чоловіків також старших 18 років.
Середній дохід на одне домашнє господарство  становив 60 597 доларів США (медіана — 34 057), а середній дохід на одну сім'ю — 64 865 доларів (медіана — 51 701). Медіана доходів становила 42 660 доларів для чоловіків та 34 625 доларів для жінок. За межею бідності перебувало 13,3 % осіб, у тому числі 9,2 % дітей у віці до 18 років та 22,7 % осіб у віці 65 років та старших.
Цивільне працевлаштоване населення становило 2137 осіб. Основні галузі зайнятості: освіта, охорона здоров'я та соціальна допомога — 32,6 %, роздрібна торгівля — 15,5 %, мистецтво, розваги та відпочинок — 15,0 %.